# 道の駅どんぐりの里いなぶ
道の駅どんぐりの里いなぶ（みちのえき どんぐりのさと いなぶ）は、愛知県豊田市武節町針原にある国道153号（飯田街道）の道の駅である。日帰り入浴施設を併設する。

## 沿革
- 1998年（平成10年）4月17日 - 道の駅に登録される。
- 2015年（平成27年）1月30日 - 「体験観光の総合窓口、移住促進」を理由として、重点「道の駅」に選定される[1]。

## 施設

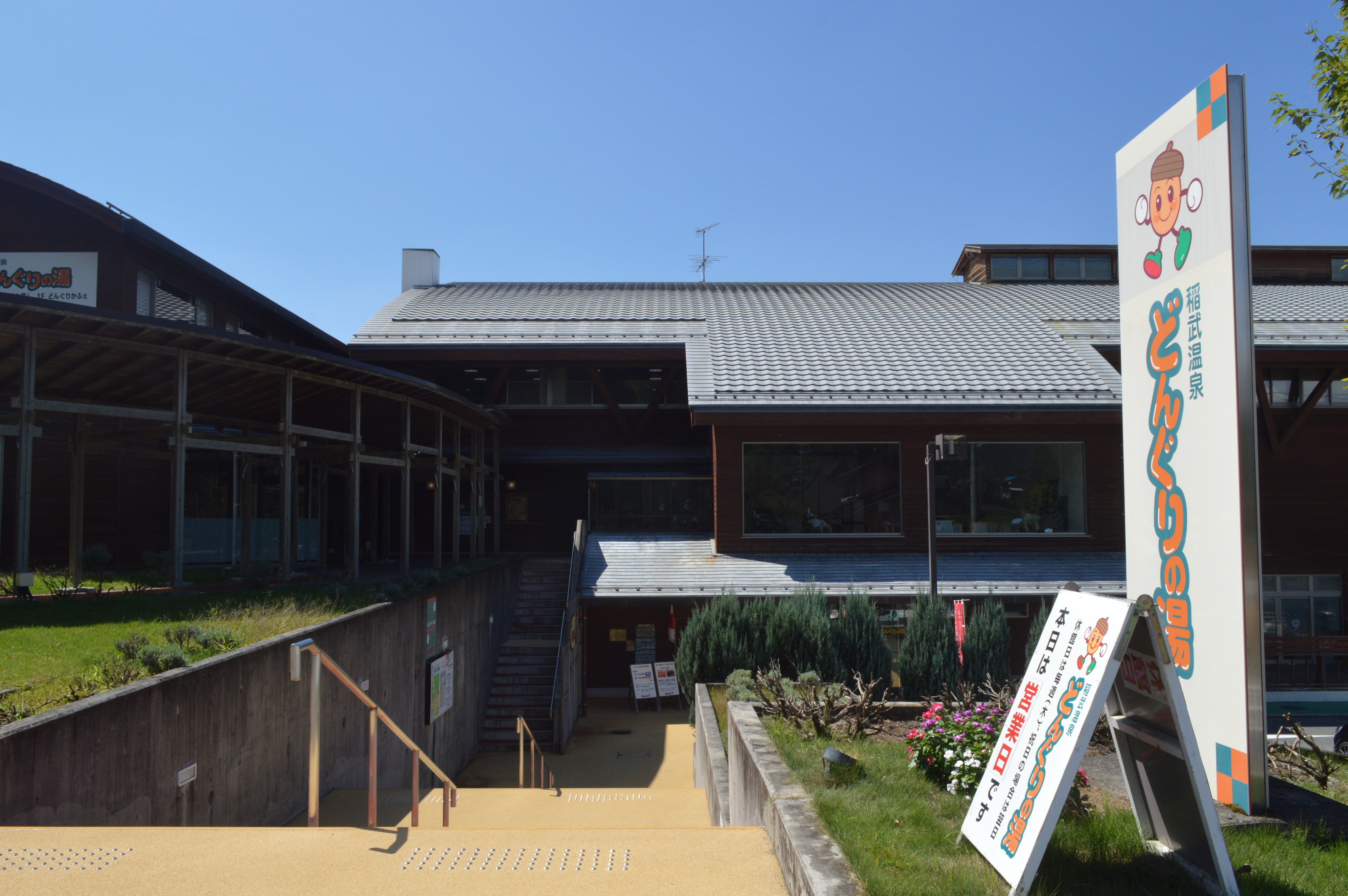
どんぐりの湯

### 主な施設
- 駐車場
  - 普通車：106台
  - 大型車：12台
  - 身障者用：3台
- トイレ - いずれも24時間利用可能。
  - 男：大3器、小6器
  - 女：8器
  - 身障者用：1器
- 公衆電話
- 情報・観光案内コーナー - 冬季は暖房が稼働
- レストラン
- 特産品販売所「どんぐり横丁」 - 平日10:00 - 17:00、土・休日9:00 - 18:00 12月 - 3月は木曜休み それ以外は毎日営業。
- 稲武温泉「どんぐりの湯」 - 平日10:00 - 21:00、土・休日9:30 - 21:00、2011年（平成23年）10月1日リニューアルオープン。

米粉が入ったパンや、稲武町特産である「朝紫」という古代米を混ぜて炊いた山菜おこわなどが人気の商品。ほかにも五平餅や手作りアイスクリーム、近隣の特産品などが取り扱われている。

### 管理団体
- 豊田市

## 休館日
- 「どんぐりの湯」と併設のレストラン「どんぐり亭」毎週木曜日、祝日の場合は翌日。
- 「どんぐり横丁」12月 - 3月は木曜休み、それ以外は毎日営業。

## アクセス
国道153号（飯田街道）と国道257号が交わる「稲武町」交差点から約500m西に向かった場所にある。
- とよたおいでんバス
  - 「足助」より「稲武・足助線」に乗車、終点「どんぐりの湯」で下車[2]。
  - 名鉄三河線・豊田線 豊田市駅より稲武・足助線「快速いなぶ」[3]に乗車、終点「どんぐりの湯」で下車。
- おでかけ北設 稲武線
  - 「田口」バス停より乗車、終点「どんぐりの湯前」で下車[4]。日祝日、年末年始は運休。
- 稲武地域バス
  - 「押山」バス停より「押山線」に乗車、終点「どんぐりの湯前」で下車[5]。

## 周辺
- 豊田市役所稲武支所
- 豊田市稲武交流館
- 豊田市立稲武中学校
- 豊田市立稲武小学校
- 瑞龍寺 - しだれ桜は愛知県指定天然記念物。
- 稲橋八幡神社
- 押川大滝
- 稲武夏焼温泉 - トンネルを隔てて旅館あり。
- 武節城址